# Babylon (The X-Files)
«Babylon» es el quinto episodio de la décima temporada de The X-Files, emitido originalmente el 15 de febrero de 2016 en la cadena Fox en Estados Unidos. Fue escrito y dirigido por Chris Carter.

## Argumento
En Texas, un joven musulmán reza y sigue con su rutina diaria. Después de conducir a un motel para encontrarse con un amigo, luego se dirigen a una galería de arte llamada Ziggurat para un evento, que luego se revela que exhibió representaciones controvertidas de Mahoma consideradas ofensivas para los musulmanes. Antes de salir del automóvil, se toman de la mano, dicen una oración y luego caminan hacia la galería, que poco después explota. Uno de los hombres, que ahora se presume que es un terrorista suicida junto con su amigo, sobrevive pero está incapacitado en estado vegetativo. Mientras tanto, se muestra que otros individuos están planeando futuros ataques.
De regreso en Washington D. C., Mulder y Scully conocen a los agentes Miller y Einstein, ambos homólogos más jóvenes de los agentes (creyente él y escéptica ella), pero siendo Einstein mucho más radical. Mientras Miller y Einstein se van para resolver el atentado en Texas, Mulder le pide a Einstein (en lugar de a Scully debido a su pérdida reciente) que se reúna con él, al tiempo que Scully se encuentra con Miller en Texas.
La relación de Mulder y Einstein comienza con problemas debido al escepticismo extremo de Einstein. Scully y Miller se llevan bien, pero chocan con agentes intolerantes de Seguridad Nacional que intentan relevarlos del caso. Los agentes intentan encontrar una forma de comunicarse con el extremista en estado vegetativo. Miller, que había trabajado con el FBI en Irak, trata de hablar con él en árabe, mientras Scully revisa su electroencefalograma en busca de alguna reacción subconsciente.
Al llegar a Texas, a Mulder se le ocurre una idea para comunicarse con el terrorista en coma. Le pide a Einstein que le suministre hongos de psilocibina, lo que deja a Mulder muy drogado. En su viaje alucinógeno entra a un bar temático de rodeo, donde baila y se desinhibe por completo, para más adelante desmayarse después de ver a Skinner y a los pistoleros solitarios entre la multitud. Luego se aparece en una barca repleta de remeros encapuchados, mientras él está siendo azotado por el fumador. Ve al hombre en coma en los brazos de su madre. Moribundo este, le susurra a Mulder unas palabras en árabe.
Mulder se despierta en un hospital y Skinner lo regaña. Einstein revela que le había dado un placebo a Mulder, a pesar de las objeciones de este considerando su poderosa y profunda experiencia. Mulder luego ve a la madre del atacante esperando que su presencia lo despierte. Sin embargo, el hombre muere. El agente Miller le pregunta a Mulder sobre sus sueños, después de tratar de recordar, Mulder dice: «Babil al funduq», que resulta ser el nombre del lugar donde se esconden los otros hombres-bomba, el Babylon Hotel. Los agentes SWAT del FBI llegan al sitio y capturan a los atacantes.
Más tarde, Mulder cuestiona la naturaleza humana y sus creencias, pero luego escucha un fuerte sonido de trompetas, lo que sugiere que es la voz de Dios.

## Reparto
Este episodio cuenta con el regreso de los pistoleros solitarios (interpretados por los actores Tom Braidwood, Bruce Harwood y Dean Haglund) que habían sido anunciados en julio de 2015. Dado que los personajes habían muerto en la novena temporada, no se sabía cómo aparecerían sus personajes. Chris Carter explicó que no haría referencia al cómic de The X-Files, Season 10, donde los pistoleros solitarios fingieron su muerte. La aparición de los pistoleros solitarios casi fue cancelada ya que el equipo de casting era incapaz de encontrar a Dean Haglund, quien se había trasladado a Sídney (Australia). Posteriormente Haglund fue contactado por Bruce Harwood. En el episodio, ellos aparecen en la alucinación de Mulder.
La integración al reparto de Lauren Ambrose y Robbie Amell como los agentes Einstein y Miller también se anunció en julio de 2015.
Eric Breker, quien interpreta al Agente Brem en este episodio, apareció previamente como varios personajes diferentes en diversos episodios, incluyendo «Apocrypha», «Demons», «Emily» y «Christmas Carol».

## Recepción

### Audiencia
En su estreno inicial en los Estados Unidos el 15 de febrero de 2016, recibió 7,07 millones de espectadores, mostrando una ligera disminución comparado con la audiencia del episodio anterior de 8,31 millones.

### Reseñas
«Babylon» fue recibido con críticas negativas por parte de los críticos, y se enfrentó a controversias sobre acusaciones de que el episodio fue islamófobo en su representación negativa de los musulmanes y las creencias islámicas. En Rotten Tomatoes, el episodio recibió un índice de aprobación del 64 % y una puntuación media de 6,6/10. El consenso dice lo siguiente: «El descuido de “Babylon” representa un desafortunado tropezón, pero las interacciones entre Mulder y Scully todavía ofrecen a sus fanáticos incentivo suficiente para seguir sintonizándolo».
Keith Uhlich, escribiendo para Vulture, le dio al episodio una calificación de 4 sobre 5 y afirmó que «A primera vista, encontré todo el asunto agresivamente desagradable, pero una segunda vez que lo vi me despertó una admiración abrumadora. La verdad seguramente está en algún punto intermedio». Zack Handlen de The A.V. Club le otorgó al episodio una «B» y escribió: «Querer creer es quizás la droga más poderosa que existe, y puede causar caos o milagros, o algo intermedio. En su mejor momento. “Babylon” está en algún lugar entre esos dos polos».